# بیستون (کوه)

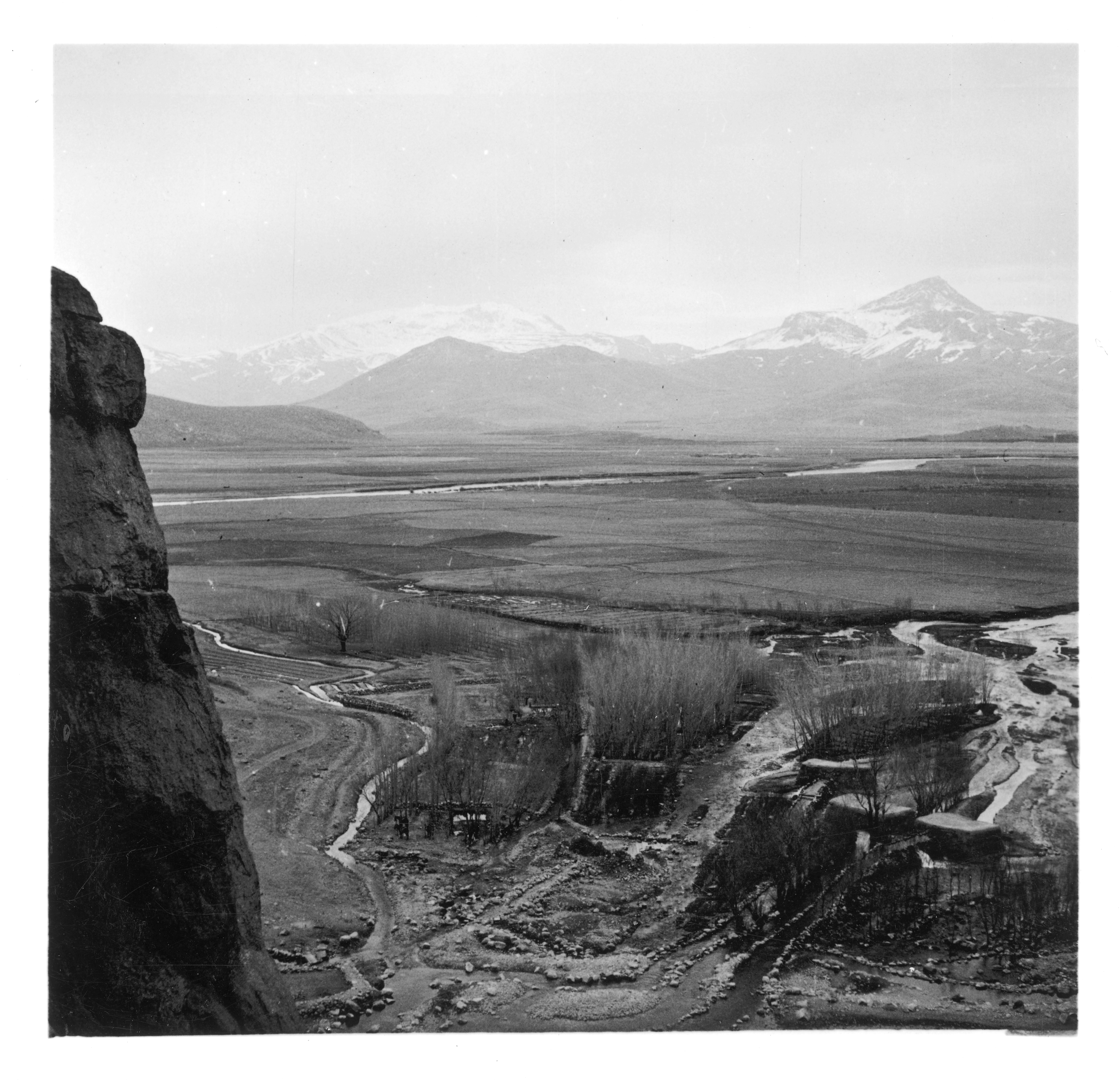
نمایی از بالای کوه بیستون، حدود ۱۳۱۸ (عکاس: آنه ماری شوارتسنباخ)

کوه بیستون یکی از قلل کوهستان پرآو کوهی در شهرستان هرسین در سی کیلومتری شهر کرمانشاه واقع شده و سنگ‌نبشتهٔ بیستون بر روی آن قرار دارد. این سنگ‌نبشته که به فرمان داریوش بزرگ بر روی کوه به سه خط میخی اکدی، عیلامی و پارسی باستان نوشته شده مهم‌ترین اثر تاریخی به جا مانده در کوه بیستون است ، کوه بیستون بزرگترین قله آهکی در جهان است.

تا کنون ۲۸ اثر از آثار تاریخی کوه بیستون در فهرست آثار ملی و ۱۳ اثر همراه سنگ‌نبشته بیستون در ۸ ژوئیه ۲۰۰۵ به ثبت جهانی رسیده‌اند.

## وجه تسمیه

### کوه بیستون در افسانه‌ها
در منظومهٔ خسرو و شیرین اثر نظامی از مردی به نام فرهاد سخن به میان می‌آید که به شدت عاشق شیرین می‌شود. بر اساس این افسانهٔ منظوم، خسروپرویز (بیست و چهارمین پادشاه ساسانی و از نامدارترین شهریاران دودمان ساسانیان) که خود نیز شیفتهٔ شیرین بود به فرهاد دستور می‌دهد به کَندن کوه بیستون بپردازد و در صورت موفقیت کامل، می‌تواند با شیرین ازدواج کند. خسروپرویز بر این گمان بود که فرهاد هرگز نمی‌تواند کوه بیستون را به‌طور کامل از جای برکَنَد. پس از سال‌ها کوه‌کَنی و پیشرفت میزان زیادی از کار، خسرو از نگرانی موفقیت فرهاد به پیشنهاد پیران و خرمندان دربار پیکی را به بیستون می‌فرستد تا به فرهاد بگوید که شیرین مرده‌است. هنگامی که پیک خسرو خبر دروغین مرگ شیرین را به فرهاد می‌رساند، او تیشه را بر زمین می‌زند و خود نیز بر خاک افتاده و جان می‌سپارد.

### معنای نام بیستون
واسیلی بارتولد معتقد بود که نام بیستون از واژه بغستان به معنی جایگاه خدایان می‌آید و احتمالاً نام باستانی آن باگاستانا (بغستان) بوده‌است.

## کوه بیستون در گذر تاریخ

### پیش از تاریخ
کوه بیستون در دوران پارینه سنگی سکونتگاه انسانهای شکارگر-گردآور بوده که از غارهای دامنه جنوبی آن برای استقرار فصلی استفاده می‌کردند. تاکنون آثار این شکارگران اولیه در چند غار در بیستون کاوش شده‌است. اولین غار با آثار پارینه سنگی که در ایران کاوش شد غار شکارچیان در بیستون است. این غار در سال ۱۹۴۹ (۱۳۲۸) توسط انسان‌شناس آمریکایی به نام کارلتن کوون به مدت دو هفته کاوش شد که در نتیجه آن هزاران ابزار سنگی مربوط به فرهنگ پارینه سنگی میانی و بقایای استخوان حیوانات شکار شده‌ای چون گوزن و اسب وحشی به همراه بخشی از استخوان ساعد انسان کشف شد که احتمالاً بین ۷۰ تا ۴۰ هزار سال قدمت دارند. استخوان ساعد احتمالاً یا مربوط به انسان نئاندرتال است یا انسان اوایل دوره پارینه سنگی جدید.
آثار سکونت انسان نئاندرتال در غارهای مرخرل، غار مرتاریک و غار مرآفتاب هم کشف شده‌است از دوره پارینه سنگی جدید و فراپارینه سنگی هم آثاری در غار مرخرل و غار مردودر یافت شده‌است

### پیش از اسلام
کوه بیستون در کنارهٔ یک راه باستانی پر رفت‌وآمد قرار داشته و این راه، مسیر محل عبور کاروان‌ها همچنین نظامیان از شهرهای بابل و بغداد به سوی کوه‌های زاگرس و اکباتان بوده‌است.

## دیواره بیستون
دیواره بیستون که در کوه بیستون جای گرفته‌است، با بلندای ۱۲۰۰ متر و پهنه بیش از ۵۰۰۰ متر، در میان فنی‌ترین دیواره‌های سنگنوردی جهان جای داشته و به اورست صخره‌های جهان مشهور بوده و مرتفع‌ترین دیواره ایران و پنجمین دیواره مرتفع جهان است
با وجود تمامی تنوع و کلکتیو بودن دیواره، کل پیکر دیواره را می‌توان به سه بخش عمده تفکیک کرد: ابتدا ستون مرکزی Central Pillare سپس دیواره‌های بخش غربی West Section Walls -و در آخر دیواره‌های بخش شرقی East Section Walls ظاهر دیواره از سه پله تشکیل شده (دارای ۲ معبر اصلی و معروفِ سه پله و جه گرتاوهِن) در این دیواره عظیم می‌توان با ۶۵ مسیرگشایش شده روبرو شد. کوه بیستون به واسطه جنبه‌های تاریخی از معروفیت خاصی در جهان برخوردار است که تأثیر آن به نحوی بوده که در ادبیات ما ایرانیان از آن به خوبی و کوهی مقدس یاد شده‌است.